# أليكس الأول من موسكو
اليكس الأول من موسكو (الروسية: Алексий I) (و. 1877 – 1970 م) هو قس، وثيولوجي، وراهب من الإمبراطورية الروسية، والاتحاد السوفيتي لاحقًا. ولد في موسكو. وتولى منصب بطريرك موسكو وعموم روسيا (1945–1970).

## التعليم
تعلم في جامعة موسكو الحكومية.

## جوائز وترشيحات
حصل على جوائز منها:
- وسام الراية الحمراء من حزب العمال
- Medal "For the Defence of Leningrad"
- Grand Cordon of the National Order of the Cedar.

| المناصب السياسية         | المناصب السياسية                     | المناصب السياسية       |
| ------------------------ | ------------------------------------ | ---------------------- |
| سبقه سرجيوس بطريرك موسكو | بطريرك موسكو وعموم روسيا 1945 - 1970 | تبعه Pimen I of Moscow |

## روابط خارجية
- أليكس الأول من موسكو على موقع الموسوعة البريطانية (الإنجليزية)
- أليكس الأول من موسكو على موقع مونزينجر (الألمانية)